# I-Land
I-Land (tiếng Hàn: 아이랜드; Romaja: Airaendeu; được cách điệu viết hoa toàn bộ) là một chương trình thực tế sống còn của Hàn Quốc được tổ chức bởi Belift Lab, một liên doanh giữa hai công ty giải trí CJ E&M và Big Hit Entertainment.
Chương trình được phát sóng trên các kênh truyền hình cáp sau: Mnet; tvN Hàn Quốc; Mnet Nhật Bản; tvN Châu Á (Châu Á–Thái Bình Dương); cũng như trực tuyến qua Mnet Smart; AbemaTV (Nhật Bản); Joox (Hồng Kông, Indonesia, Malaysia, Myanmar, Thái Lan); trên các kênh YouTube của Mnet K-POP & Big Hit Label và Rakuten Viki (trên toàn thế giới trừ một số khu vực nhất định) kể từ ngày 26 tháng 6 năm 2020.
Phần đầu tiên của chương trình kết thúc vào ngày 31 tháng 7 năm 2020. Phần thứ hai của chương trình bắt đầu từ ngày 14 tháng 8 cho đến ngày 18 tháng 9 năm 2020.
Một tập đặc biệt mang tên "I-Land Special: The New Beginning" phát sóng vào ngày 07 Tháng 08 năm 2020 gồm Hwang Kwang-hee, Kim Nam-joo của Apink, JooE của Momoland, huấn luyện viên thanh nhạc Kim Sung-eun và DOOBU là người dẫn chương trình. Đây là tập tóm tắt phần 1 của chương trình. Những người dẫn chương trình đã tiết lộ chi tiết về phần 2 của chương trình bao gồm sự tham gia đông đảo của người xem toàn cầu, nhiều màn trình diễn hơn và sự xuất hiện đặc biệt của BTS.

## Ý tưởng
22 thí sinh được đưa đến một khu phức hợp (cùng tên với chương trình, I-Land) nằm ở giữa hư không được bao quanh bởi một khu rừng xanh tươi, trong tổng cộng 113 ngày. Những thí sinh sẽ không chỉ được học hát và học nhảy, họ còn được sống trong khu phức hợp 3 tầng, có các không gian sinh hoạt như phòng khách, nhà bếp, phòng tắm, giặt là, phòng tập thể dục, phòng chứa đồ, sân thượng, phòng tập nhảy, phòng tập luyện cá nhân, trung tâm y tế và phòng ngủ đầy màu sắc; tuy nhiên, chỉ có 12 thí sinh có thể ở lại đó. 11 người còn lại sẽ ở "Ground", một tòa nhà đơn giản với phòng tập nhảy và khu vực ăn uống, và các thực tập sinh được được xếp vào Ground không sống ở đó, vì thế họ phải liên lạc từ và đến tòa nhà mỗi ngày vào một thời điểm cố định. Hai khu vực được kết nối thông qua một cổng và một sân khấu, nơi các kỹ năng của họ sẽ được kiểm tra. Một phần quan trọng của ý tưởng là, phiếu bầu của các thí sinh và nhà sản xuất đóng một vai trò quan trọng trong chương trình, họ sẽ quyết định thông qua việc bỏ phiếu xem ai sẽ ở lại I-Land và ai sẽ đi xuống Ground. Một số lượng cố định 12 thực tập sinh sẽ ở I-Land, nhưng họ có thể bị loại và bị giáng cấp xuống Ground (và nhanh chóng được thay thế bằng các thực tập sinh từ Ground).
Trong khi chương trình chủ yếu tập trung vào phiếu bầu của các thực tập sinh và nhà sản xuất, khán giả sẽ có thể bỏ phiếu xem ai ở lại I-Land trong phần đầu tiên của chương trình và dựa trên kết quả này, chương trình sẽ loại bỏ tất cả các thực tập sinh ở Ground. Từ đó, các thí sinh ở I-Land sẽ cạnh tranh với nhau trong phần hai của chương trình để xác định ai sẽ ra mắt trong đội hình cuối cùng gồm 7 thành viên.

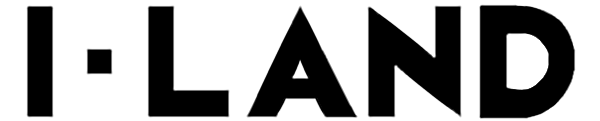
Logo của I-Land

Namkoong Min đóng vai trò là người dẫn chương trình chính thức, đồng thời là bình luận viên/người dẫn chuyện. Các thí sinh được đánh giá bởi ba nhà sản xuất: nhà sản xuất chính Bang Si-hyuk, Giám đốc điều hành của Big Hit Entertainment; ca sĩ Rain và rapper Zico, họ đều là những gương mặt nổi bật trong K-pop và K-hip hop đầu thế kỷ 21. Rain và Zico cũng sẽ đóng vai trò cố vấn và đào tạo những thí sinh.
Là chương trình sống còn đầu tiên của Hàn Quốc có camera trực tiếp phong cách Big Brother mang tên I-Land Cam, có video theo yêu cầu nhiều camera dài 1 tiếng bên trong I-Land và Ground. Các video mới được đăng tải vào thứ Hai, thứ Tư, thứ Sáu và thứ Bảy hàng tuần trên ứng dụng Weverse và trên trang web của chương trình.

## Tham gia
Người dẫn chuyện: Namkoong Min
Nhà sản xuất:
- Bang Si-hyuk
- Rain
- Zico (Chỉ phần 1; nhập ngũ vào ngày 30 tháng 7)

Đạo diễn:
- Pdogg
- Son Sung-deuk
- Wonderkid
- DOOBU

Khách mời:
- Hwang Kwang-hee (người dẫn chương trình đặc biệt)
- Kim Nam-joo của Apink (người dẫn chương trình đặc biệt)
- JooE của Momoland (người dẫn chương trình đặc biệt)
- Kim Sung-eun (người dẫn chương trình tập đặc biệt)
- BTS (Tập 7, Tập chung kết)
- SEVENTEEN (Tập 9)
- TXT (Tập chung kết)

## Thí sinh
Ban đầu, có 23 thí sinh tham gia I-Land, tuy nhiên trong quá trình diễn ra chương trình, một thí sinh (Kim Yoon-won), giữa tập 5 của phần 1, đã tự nguyện rời chương trình, có thể do vấn đề sức khỏe. 
| Đến từ   | Tên                      | Hangul   | Ngày sinh         | Thời gian thực tập | Ghi chú |
| -------- | ------------------------ | -------- | ----------------- | ------------------ | --- |
| Nhật Bản | K                        | 케이     | 21 tháng 10, 1997 | 2 năm & 8 tháng    | Thí sinh người Nhật Bản, vận động viên marathon |
| Việt Nam | Hanbin                   | 한빈     | 19 tháng 1, 1998  | 11 tháng           | Thí sinh Việt Nam; là đồng sáng lập & trưởng nhóm nhảy Kpop C.A.C. Cựu thực tập sinh Belift Lab. Tên thật là Ngô Ngọc Hưng Đã gia nhập vào công ty mới là Yuehua Entertainment. Hiện tay là thành viên của Tempest. |
| Hàn Quốc | Choi Se-on               | 최세온   | 14 tháng 12, 1999 | 4 năm & 10 tháng   | Cựu thực tập sinh Yuehua Entertainment. Tham gia Produce 101 Season 2 với tên Choi Seung-hyuk |
| Hàn Quốc | Lee Geon-u               | 이건우   | 2 tháng 2, 2001   | 1 năm & 4 tháng    | |
| Hàn Quốc | Choi Jae-ho              | 최재호   | 10 tháng 4, 2001  | 1 năm & 5 tháng    | Cựu thực tập sinh N.CH Entertainment & thí sinh World Klass |
| Hàn Quốc | Jung Jae-beom            | 정재범   | 17 tháng 5, 2001  | 6 tháng            | |
| Hàn Quốc | Chu Ji-min               | 추지민   | 11 tháng 10, 2001 | 11 tháng           | Hiện tại đang trong 1 ban nhạc |
| Hàn Quốc | Lee Hee-seung            | 이희승   | 15 tháng 10, 2001 | 3 năm & 1 tháng    | Cựu thực tập sinh của Big Hit Entertainment, được cho là sẽ debut cùng TXT nhưng cuối cùng thì không |
| Hàn Quốc | Lee Young-bin            | 이영빈   | 23 tháng 11, 2001 | 4 tháng            | Cầu thủ bóng rổ trong 7 năm |
| Hàn Quốc | Jay                      | 제이     | 20 tháng 4, 2002  | 2 năm & 11 tháng   | Cựu thực tập sinh SM Entertainment |
| Đài Loan | Nicholas (Wang Yi Siang) | 니콜라스 | 9 tháng 7, 2002   | 8 tháng            | Thí sinh người Đài Loan |
| Hàn Quốc | EJ (Byun Eui-joo)        | 변의주   | 7 tháng 9, 2002   | 1 năm & 6 tháng    | Vận động viên đấu kiếm ở trường cấp hai & cựu thực tập sinh của Big Hit Entertainment |
| Hàn Quốc | Jake                     | 제이크   | 15 tháng 11, 2002 | 9 tháng            | Thí sinh người Úc gốc Hàn. Được chọn từ các buổi thử giọng toàn cầu của Big Hit Entertainment với tỷ lệ 500:1 |
| Hàn Quốc | Park Sung-hoon           | 박성훈   | 8 tháng 12, 2002  | 2 năm & 1 tháng    | Một vận động viên trượt băng nghệ thuật trẻ, đã giành huy chương vàng tại mùa giải 2015-2016 của The Asian Trophy & The Lombardia Trophy, cũng là cựu thực tập sinh của Big Hit Entertainment                       |
| Hàn Quốc | Kim Sun-oo               | 김선우   | 24 tháng 6, 2003  | 10 tháng           | |
| Hàn Quốc | Noh Sung-chul            | 노성철   | 11 tháng 12, 2003 | 8 tháng            | Cầu thủ bóng đá |
| Hàn Quốc | Yang Jung-won            | 양정원   | 9 tháng 2, 2004   | 1 năm & 4 tháng    | Vận động viên thi đấu taekwondo trong 4 năm |
| Hàn Quốc | Kim Tae-yong             | 김태용   | 20 tháng 8, 2004  | 1 năm & 2 tháng    | Diễn viên nhí trong 8 năm |
| Hàn Quốc | Cho Kyung-min            | 조경민   | 28 tháng 10, 2004 | 1 năm & 11 tháng   | Nghệ sĩ múa đương đại |
| Hàn Quốc | Kim Yoon-won             | 김윤원   | 16 tháng 4, 2005  | 1 năm & 1 tháng    | Thành viên nhóm nhảy K-Pop Matchpoint Crew, một phần của The J Production |
| Nhật Bản | Ta-ki                    | 타키     | 4 tháng 5, 2005   | 10 tháng           | Thí sinh Nhật Bản |
| Nhật Bản | Ni-ki                    | 니키     | 9 tháng 12, 2005  | 8 tháng            | Thí sinh Nhật Bản, cựu vũ công phụ họa của SHINee |
| Hàn Quốc | Daniel                   | 다니엘   | 26 tháng 3, 2006  | 1 năm              | Thí sinh người Mỹ gốc Hàn, cựu thực tập sinh của YG Entertainment dưới cái tên Kim Dong-kyu |

## Hệ thống
Được giới thiệu trong tập 2, chương trình có một hệ thống chấm điểm dựa trên thang điểm 100. Mỗi thí sinh ở I-Land sẽ được đánh giá cá nhân và cho điểm từ 0-100. Những điểm số này sau đó được hiển thị ẩn danh để không xác định được điểm số là của cá nhân nào, và sau đó được tính trung bình để lấy điểm nhóm. Dựa trên điểm nhóm, một số thí sinh ở I-Land nhất định sẽ phải bị chuyển xuống Ground và bị thay thế.
Trong tập 2, một điểm "làm việc nhóm" riêng biệt cũng được đưa ra và tính vào điểm trung bình chung. 
| Hệ thống điểm nhóm   | Hệ thống điểm nhóm                      |
| Điểm nhóm trung bình | Số lượng thí sinh ở I-Land xuống Ground |
| -------------------- | --------------------------------------- |
| 96-100               | 0                                       |
| 91-95                | 1                                       |
| 86-90                | 2                                       |
| 81-85                | 3                                       |
| 76-80                | 4                                       |
| 71-75                | 5                                       |
| 70 trở xuống         | 6                                       |

### Bình chọn toàn cầu
Một hệ thống bình chọn toàn cầu đã được tổ chức và phần đầu tiên bắt đầu vào ngày 24 tháng 7 năm 2020 lúc 00:00 (KST) và kết thúc vào ngày 1 tháng 8 năm 2020 lúc 00:00 (KST). Người xem có thể bình chọn cho 6 trong số 23 thí sinh mà họ muốn thấy thí sinh đó tiến tới phần 2 của I-Land. Người xem có thể bình chọn một lần mỗi ngày.
Phần thứ hai của cuộc bình chọn bắt đầu vào ngày 1 tháng 8 năm 2020 lúc 00:00 (KST) và kết thúc vào ngày 2 tháng 8 năm 2020 lúc 12:00 (KST). Người xem có thể bình chọn cho 6 trong số 16 thí sinh ở Ground mà họ muốn thấy thí sinh đó tiến đến phần 2 của I-Land. Mỗi phiếu bầu bằng 3 phiếu bầu. 
| Thứ hạng | Thí sinh       | Phiếu bầu |
| -------- | -------------- | --------- |
| 1        | Kim Sun-oo     | 1.087.503 |
| 2        | Daniel         | 1.021.269 |
| 3        | Lee Hee-seung  | 1.006.965 |
| 4        | Park Sung-hoon | 960.658   |
| 5        | K              | 845.204   |
| 6        | Jay            | 841.599   |
| 7        | Yang Jung-won  | 814.041   |
| 8        | Jake           | 812.591   |
| 9        | Ni-ki          | 778.757   |
| 10       | Ta-ki          | 656.135   |
| 11       | Lee Geon-u     | 644.331   |
| 12       | Han-bin        | 376.509   |

### Kết quả điểm nhóm I-Land
Chú thích màu
- Điểm cao nhất vòng đó
- Điểm thấp nhất vòng đó

| Vòng 1   | Vòng 1       | Vòng 1          | Vòng 2     | Vòng 2       | Vòng 2             | Vòng 2          | Vòng 3                     | Vòng 4    | Vòng 4       | Vòng 4    |
| Thí sinh | Điểm cá nhân | Điểm trung bình | Thí sinh   | Điểm cá nhân | Điểm làm việc nhóm | Điểm trung bình | Điểm nhóm                  | Thí sinh  | Điểm cá nhân | Điểm nhóm |
| -------- | ------------ | --------------- | ---------- | ------------ | ------------------ | --------------- | -------------------------- | --------- | ------------ | --------- |
| Youngbin | 47           | 59              | -          | 68           | 80                 | 78              | Hát: 81 Nhảy: 73 Tổng: 154 | Youngbin  | 65           | 69        |
| Daniel   | 70           | 59              | -          | 69           | 80                 | 78              | Hát: 81 Nhảy: 73 Tổng: 154 | Kyung-min | 64           | 69        |
| Jake     | 40           | 59              | Ta-ki      | 75           | 80                 | 78              | Hát: 81 Nhảy: 73 Tổng: 154 | Jake      | 75           | 69        |
| Seon     | 66           | 59              | -          | 66           | 80                 | 78              | Hát: 81 Nhảy: 73 Tổng: 154 | Seon      | 65           | 69        |
| Heeseung | 61           | 59              | Heeseung   | 83           | 80                 | 78              | Hát: 81 Nhảy: 73 Tổng: 154 | Heeseung  | 70           | 69        |
| K        | 58           | 59              | K          | 88           | 80                 | 78              | Hát: 81 Nhảy: 73 Tổng: 154 | K         | 61           | 69        |
| Nicholas | 46           | 59              | -          | 67           | 80                 | 78              | Hát: 81 Nhảy: 73 Tổng: 154 | Jaebeom   | 63           | 69        |
| Jungwon  | 75           | 59              | -          | 65           | 80                 | 78              | Hát: 81 Nhảy: 73 Tổng: 154 | Jungwon   | 83           | 69        |
| Jay      | 59           | 59              | EJ         | 70           | 80                 | 78              | Hát: 81 Nhảy: 73 Tổng: 154 | Jay       | 76           | 69        |
| Geonu    | 67           | 59              | -          | 62           | 80                 | 78              | Hát: 81 Nhảy: 73 Tổng: 154 | Geonu     | 60           | 69        |
| Sunghoon | 57           | 59              | Sunghoon   | 80           | 80                 | 78              | Hát: 81 Nhảy: 73 Tổng: 154 | Sunghoon  | 81           | 69        |
| Ni-ki    | 65           | 59              | Kim Sun-oo | 71           | 80                 | 78              | Hát: 81 Nhảy: 73 Tổng: 154 | EJ        | 66           | 69        |

## Nhiệm vụ

### Phần 1

#### 1. Kiểm tra đầu vào
Các thực tập sinh đi cùng nhau hoặc một mình phải biểu diễn trong bài kiểm tra này. Các thí sinh khác phải giơ tay để đánh giá xem họ có xứng đáng có mặt trong I-Land hay không. Nếu một thực tập sinh nhận được 12 phiếu bầu trở lên, họ được phép có mặt trong I-Land. Nếu không, họ sẽ ở Ground. Không có giới hạn số lượng, nhưng nếu có hơn 12 thí sinh sau bài kiểm tra, các thí sinh còn lại phải chọn một hoặc nhiều thí sinh để chuyển xuống Ground cho đến khi còn lại 12 thí sinh.
Chú thích màu
- I-Land
- Chuyển xuống[d]
- Ground

| Kiểm tra đầu vào (Tập 1) | Kiểm tra đầu vào (Tập 1)                | Kiểm tra đầu vào (Tập 1) | Kiểm tra đầu vào (Tập 1) | Kiểm tra đầu vào (Tập 1) | Kiểm tra đầu vào (Tập 1) |
| Thứ tự                   | Bài hát                                 | Nghệ sĩ gốc              | Thực tập sinh            | Phiếu bầu                | Kết quả                  |
| ------------------------ | --------------------------------------- | ------------------------ | ------------------------ | ------------------------ | ------------------------ |
| 1                        | Lullaby                                 | Got7                     | Choi Se-on               | 22/22 (100%)             | I-Land                   |
| 2                        | The 7th Sense                           | NCT U                    | Park Sung-hoon           | 21/22 (95,5%)            | I-Land                   |
| 2                        | The 7th Sense                           | NCT U                    | Jay                      | 19/22 (79,2%)            | I-Land                   |
| 3                        | Jopping                                 | SuperM                   | Nicholas                 | 22/12 (54,5%)            | I-Land                   |
| 3                        | Jopping                                 | SuperM                   | Ni-ki                    | 20/22 (90,9%)            | I-Land                   |
| 3                        | Jopping                                 | SuperM                   | Hanbin                   | 7/22 (31,8%)             | Ground                   |
| 4                        | Boss                                    | NCT U                    | Lee Hee-seung            | 20/22 (90,9%)            | I-Land                   |
| 5                        | Danger                                  | Taemin                   | K                        | 16/22 (72,7%)            | I-Land                   |
| 6                        | Any Song                                | Zico                     | Daniel                   | 17/22 (77,3%)            | I-Land                   |
| 6                        | Any Song                                | Zico                     | EJ                       | 22/12 (54,5%)            | Chuyển xuống             |
| 7                        | Shoot Out                               | Monsta X                 | Noh Sung-chul            | 17/22 (77,3%)            | Chuyển xuống             |
| 7                        | Shoot Out                               | Monsta X                 | Jung Jae-beom            | 22/8 (36,4%)             | Ground                   |
| 7                        | Shoot Out                               | Monsta X                 | Chu Ji-min               | 7/22 (29,1%)             | Ground                   |
| 8                        | Chained Up                              | VIXX                     | Lee Geon-u               | 19/22 (86,4%)            | I-Land                   |
| 8                        | Chained Up                              | VIXX                     | Cho Kyung-min            | 22/11 (50,0%)            | Ground                   |
| 8                        | Chained Up                              | VIXX                     | Choi Jae-ho              | 6/22 (27,3%)             | Ground                   |
| 9                        | Monster                                 | EXO                      | Ta-ki low                | 22/22 (100%)             | Chuyển xuống             |
| 10                       | All I Wanna Do (K) (Feat. Hoody & Loco) | Jay Park                 | Kim Yoon-won             | 22/9 (40,9%)             | Ground                   |
| 10                       | All I Wanna Do (K) (Feat. Hoody & Loco) | Jay Park                 | Kim Tae-yong             | 22/9 (40,9%)             | Ground                   |
| 10                       | All I Wanna Do (K) (Feat. Hoody & Loco) | Jay Park                 | Yang Jung-won            | 21/22 (95,5%)            | I-Land                   |
| 11                       | Crown                                   | TXT                      | Kim Sun-oo               | 20/22 (90,9%)            | Chuyển xuống             |
| 11                       | Crown                                   | TXT                      | Lee Young-bin            | 13/22 (59,1%)            | I-Land                   |
| 11                       | Crown                                   | TXT                      | Jake                     | 22/12 (54,5%)            | I-Land                   |

#### 2. Bài hát chủ đề
Các thực tập sinh bắt đầu nhiệm vụ chính thức đầu tiên với chủ đề "cuộc gặp gỡ"; các thực tập sinh chỉ mới làm quen với nhau. Các thí sinh ở I-Land và Ground phải biểu diễn ca khúc chủ đề của chương trình là "Into The I-Land". Bài hát này có 12 phần và mỗi thực tập sinh phải chọn phần mà họ muốn biểu diễn. Các thí sinh ở I-Land sẽ được đánh giá riêng bởi các nhà sản xuất và đạo diễn, và điểm trung bình của tất cả họ sẽ xác định với số lượng thí sinh phải chuyển ra khỏi I-Land. Mỗi thí sinh ở Ground hàng ngày sẽ gửi một video trình diễn để các nhà sản xuất và đạo diễn xem xét và xác định ai sẽ thay thế các thí sinh bị loại khỏi I-Land, nhưng họ sẽ không có màn trình diễn thực sự trên sân khấu.
Lee Hee-seung được các thí sinh bổ nhiệm vị trí trưởng nhóm và phần 1 nhưng sau đó nhường cả hai vị trí cho Ni-ki. Rain đã đánh giá hiệu suất của các thí sinh hai ngày trước khi thực hiện nhiệm vụ. Các thí sinh ở I-Land nhận được điểm trung bình là 59 và do đó phải chọn 6 thí sinh được chuyển ra khỏi I-Land.
Chú thích màu
- Thí sinh bị chuyển từ I-Land xuống Ground

| Bài hát chủ đề (Tập 2 & 3) | Bài hát chủ đề (Tập 2 & 3) |
| Phần                       | Thực tập sinh              |
| -------------------------- | -------------------------- |
| 1 (Center)                 | Niki                       |
| 2                          | Lee Geon-woo               |
| 3                          | Yang Jung-won              |
| 4                          | K                          |
| 5                          | Choi Se-on                 |
| 6                          | Daniel                     |
| 7                          | Park Sung-hoon             |
| 8                          | Jay                        |
| 9                          | Nicholas                   |
| 10                         | Lee Hee-seung              |
| 11                         | Jake                       |
| 12                         | Lee Young-bin              |

#### 3. Làm việc nhóm
Nhiệm vụ thứ hai của các thí sinh được thiết kế để kiểm tra và phát triển tinh thần đồng đội giữa họ. Cả các thí sinh ở I-Land lẫn Ground sẽ biểu diễn bản phối lại ca khúc "Fire" của BTS. Họ có 6 ngày để chuẩn bị. Hệ thống tính điểm tương tự sẽ được sử dụng; tuy nhiên, người có số điểm cao nhất trong I-Land sẽ được cấp thẻ miễn loại trừ, thẻ này có thể được sử dụng cho bất kỳ thí sinh nào ở I-Land, kể cả chính thí sinh đó. Nếu thẻ được sử dụng, thí sinh bị chuyển xuống tiếp theo sẽ tự động bị chuyển. Nếu không có ai trong I-Land bị chuyển xuống trong vòng này, thì các thí sinh ở Ground sẽ hoàn toàn không được biểu diễn.
Jay và Ni-ki trở thành thủ lĩnh của Ground, trong khi Hee-seung là thủ lĩnh của I-Land. 2 ngày trước bài kiểm tra, Rain và DOOBU đánh giá các thí sinh ở Ground trong khi Zico, Pdogg và Son Sung-deuk đánh giá thí sinh ở I-Lander như một bài kiểm tra điểm giữa xen giữa. các thí sinh I-Land nhận được điểm làm việc theo nhóm là 80, có điểm trung bình là 78 và do đó phải chọn 4 thí sinh bị chuyển ra khỏi I-Land.
K nhận được số điểm cao nhất và do đó, được thẻ miễn loại trừ. Anh ấy đã dùng nó để cứu Yang Jung-won khỏi bị loại khỏi I-Land. Yang Jung-won được cứu khiến thí sinh tiếp theo, Ta-ki phải rời khỏi I-Land. Cả hai đều có 5 phiếu bầu nhưng Ta-ki có số điểm cá nhân cao hơn Jung-won nên ban đầu anh ấy đã được cứu khỏi bị loại.
Chú thích màu
- Thí sinh ở I-Land nhận được số điểm cao nhất từ đó nhận được thẻ miễn loại trừ
- Thí sinh ở lại I-Land
- Thí sinh chuyển từ I-Land xuống Ground
- Thí sinh chuyển từ Ground lên I-Land
- Thí sinh ở lại Ground

| Làm việc nhóm (Tập 3 & 4) | Làm việc nhóm (Tập 3 & 4) | Làm việc nhóm (Tập 3 & 4) |
| Phần                      | I-Land                    | Ground                    |
| ------------------------- | ------------------------- | ------------------------- |
| 1 (Center)                | Lee Hee-seung             | Jay                       |
| 2                         | K                         | Ni-ki                     |
| 3                         | Yang Jung-won             | Daniel                    |
| 4                         | Lee Geon-u                | Hanbin                    |
| 5                         | Jung Jae-beom             | Jake                      |
| 6                         | Kim Sun-oo                | Noh Sung-chul             |
| 7                         | Choi Se-on                | Choi Jae-ho               |
| 8                         | Kim Tae-yong              | Nicholas                  |
| 9                         | Park Sung-hoon            | Jo Kyung-min              |
| 10                        | Kim Yoon-won              | Chu Ji-Min                |
| 11                        | EJ                        | Lee Young-bin             |
| 12                        | Ta-ki                     |                           |

#### 4. Đơn vị đại diện
Nhiệm vụ thứ ba của họ là chọn ra những người đại diện cho trận chiến hát và vũ đạo giữa I-Land và Ground để kiểm tra sự hy sinh và khả năng cạnh tranh trực tiếp của họ. Nếu Ground chiến thắng, 6 thí sinh sẽ bị loại khỏi I-Land. Nếu I-Land chiến thắng, không có thí sinh nào bị loại. Họ có 6 ngày để chuẩn bị. Rain và Son Sung-deuk đánh giá I-Land trong khi Zico, Pdogg và DOOBU đánh giá Ground như một bài kiểm tra xen giữa, 3 ngày trước khi kiểm tra. I-Land chiến thắng; do đó sẽ không có thí sinh nào ở I-Land bị loại. 
Chú thích màu
- Thắng
- Thua

| Đơn vị đại diện (Tập 4 & 5) | Đơn vị đại diện (Tập 4 & 5)                                                                  | Đơn vị đại diện (Tập 4 & 5)                                                                  | Đơn vị đại diện (Tập 4 & 5)                                                                      | Đơn vị đại diện (Tập 4 & 5)                                                                      |
| Hát                         | I-Land (Bài hát: Butterfly của BTS)                                                          | I-Land (Bài hát: Butterfly của BTS)                                                          | Ground (Bài hát: Save Me của BTS)                                                                | Ground (Bài hát: Save Me của BTS)                                                                |
| --------------------------- | -------------------------------------------------------------------------------------------- | -------------------------------------------------------------------------------------------- | ------------------------------------------------------------------------------------------------ | ------------------------------------------------------------------------------------------------ |
| Hát                         | Lee Geon-u                                                                                   | Điểm: 81                                                                                     | Kim Sun-oo                                                                                       | Điểm: 74                                                                                         |
| Hát                         | Lee Hee-seung                                                                                | Điểm: 81                                                                                     | Daniel                                                                                           | Điểm: 74                                                                                         |
| Nhảy                        | I-Land (Bài hát: Rainism của Rain, 3 Dope Boyz của Dynamic Duo & One of a Kind của G-Dragon) | I-Land (Bài hát: Rainism của Rain, 3 Dope Boyz của Dynamic Duo & One of a Kind của G-Dragon) | Ground (Bài hát: Warrior's Descendant của HOT, Reversal của X-Teen & One of a Kind của G-Dragon) | Ground (Bài hát: Warrior's Descendant của HOT, Reversal của X-Teen & One of a Kind của G-Dragon) |
| Nhảy                        | Park Sung-hoon                                                                               | Điểm: 73                                                                                     | Ni-ki                                                                                            | Điểm: 65                                                                                         |
| Nhảy                        | Yang Jung-won                                                                                | Điểm: 73                                                                                     | Nicholas                                                                                         | Điểm: 65                                                                                         |
| Nhảy                        | K                                                                                            | Điểm: 73                                                                                     | Choi Jae-ho                                                                                      | Điểm: 65                                                                                         |
| Tổng điểm I-Land            | Tổng điểm I-Land                                                                             | 154                                                                                          | Tổng điểm Ground                                                                                 | 139                                                                                              |

#### 5. 12 thí sinh cuối cùng
Nhiệm vụ thứ 4 và cũng là nhiệm vụ cuối cùng của phần 1 sẽ quyết định 12 thí sinh cuối cùng. Họ sẽ biểu diễn một bài hát gốc mới có tựa đề "I&credible" với chủ đề "thức tỉnh". Giống như bài hát chủ đề, bài hát này có 12 phần và mỗi thực tập sinh phải chọn phần nào họ muốn biểu diễn. Họ có 7 ngày để chuẩn bị. Rain và Son Sung-deuk đánh giá Grounders trong khi Zico, Pdogg và DOOBU đánh giá I-Landers như một bài kiểm tra xen giữa. Jay giúp I-Land và Ni-ki giúp Grounders với các chi tiết của vũ đạo.
Từ I-Land, 3 thí sinh sẽ được bình chọn bởi chính các thí sinh ở I-Land và 3 thí sinh khác từ nhà sản xuất. 6 thành viên từ Ground (bao gồm cả thí sinh ở I-Land đã bị chuyển xuống) sẽ được người hâm mộ toàn cầu lựa chọn thông qua bình chọn để lấp đầy 6 chỗ trống còn lại trong I-Land. 6 thí sinh I-Land đã được chọn trước đó sẽ nghiễm nhiên bước tiếp vào phần hai của chương trình.
Sau khi các thí sinh ở I-Land bị chuyển xuống Ground, họ phải biểu diễn lại cùng các thí sinh ở Ground, họ có 3 ngày để phân phối lại các phần và chuẩn bị.
K, Lee Hee-seung, Park Sung-hoon, Yang Jung-won, Jake và Jay đã được cứu khỏi việc bị chuyển xuống, do đó, họ sẽ tiếp tục đến với phần hai của I-Land. 
Chú thích màu
| 12 thí sinh cuối cùng (Tập 5 & 6) | 12 thí sinh cuối cùng (Tập 5 & 6) | 12 thí sinh cuối cùng (Tập 5 & 6) |
| Phần                              | I-Land                            | Ground                            |
| --------------------------------- | --------------------------------- | --------------------------------- |
| 1 (Center)                        | K                                 | Lee Geon-u                        |
| 2                                 | Yang Jung-won                     | Choi Jae-ho                       |
| 3                                 | Park Sung-hoon                    | Chu Ji-min                        |
| 4                                 | Lee Geon-u                        | Noh Sung-chul                     |
| 5                                 | Lee Hee-seung                     | Ni-ki                             |
| 6                                 | Jay                               | Hanbin                            |
| 7                                 | Choi Se-on                        | Choi Se-on                        |
| 8                                 | Jake                              | Jung Jae-beom                     |
| 9                                 | EJ                                | Ta-ki                             |
| 10                                | Jung Jae-beom                     | Jo Kyung-min                      |
| 11                                | Lee Young-bin                     | Lee Young-bin                     |
| 12                                | Jo Kyung-min                      | Kim Tae-yong                      |
| 13                                |                                   | Nicholas                          |
| 14                                |                                   | EJ                                |
| 15                                |                                   | Daniel                            |
| 16                                |                                   | Kim Sun-oo                        |

- Kim Yoon-won đã rút khỏi I-Land do những trường hợp không lường trước được.

### Phần 2

#### 6. Bài kiểm tra BTS
Bài thi đầu tiên phần 2 I-Land của 12 thí sinh cuối cùng là trình diễn các ca khúc của BTS. 12 thí sinh được chia thành 3 nhóm nhỏ, mỗi nhóm biểu diễn một ca khúc của BTS. BTS tự mình đưa ra nhiệm vụ tại phòng khách của I-Land trong khi các thí sinh đang ở sảnh. Biên đạo múa Bae Yoon-jung và Son Sung-deuk đã xuất hiện để đưa ra một nhiệm vụ nhỏ là trận chiến nhảy tự do, các đội thứ hạng từ 1-3 sẽ lần lượt chọn một bài hát của BTS. 
| BTS Test Mini-Mission trận chiến nhảy tự do | BTS Test Mini-Mission trận chiến nhảy tự do |
| Thứ hạng                                    | Thí sinh                                    |
| ------------------------------------------- | ------------------------------------------- |
| 1                                           | Ta-ki                                       |
| 2                                           | K                                           |
| 3                                           | Yang Jung-won                               |

Chú thích màu
- Thí sinh ở nhóm nhỏ có thứ hạng cao nhất và có số điểm cao nhất, từ đó nhận được thẻ miễn loại trừ
- Thí sinh bị loại

| Bài kiểm tra BTS (Tập 7 & 8) | Bài kiểm tra BTS (Tập 7 & 8) | Bài kiểm tra BTS (Tập 7 & 8) | Bài kiểm tra BTS (Tập 7 & 8) |
| Bài hát                      | Thí sinh                     | Điểm                         | Thứ hạng                     |
| ---------------------------- | ---------------------------- | ---------------------------- | ---------------------------- |
| Fake Love                    | Ta-ki                        | 57                           | 12                           |
| Fake Love                    | Park Sung-hoon               | 79                           | 3                            |
| Fake Love                    | Kim Sun-oo                   | 77                           | 5                            |
| Fake Love                    | Lee Hee-seung                | 93                           | 1                            |
| DNA                          | K                            | 78                           | 4                            |
| DNA                          | Niki                         | 69                           | 8                            |
| DNA                          | Hanbin                       | 66                           | 9                            |
| DNA                          | Jay                          | 74                           | 6                            |
| I Need U                     | Yang Jung-won                | 81                           | 2                            |
| I Need U                     | Lee Geonu                    | 60                           | 11                           |
| I Need U                     | Jake                         | 70                           | 7                            |
| I Need U                     | Daniel                       | 64                           | 10                           |

7.Bài kiểm tra Chemistry.
Kết quả vòng thi thứ hai của Phần 2 chương trình phụ thuộc vào số phiếu bầu của người hâm mộ toàn cầu. Các thí sinh sẽ được chia thành hai nhóm và sẽ biểu diễn hai đĩa đơn mới là "Flicker" và "Dive Into You". Thí sinh có phần trình diễn tốt nhất do các nhà sản xuất chọn, sẽ nhận được gấp đôi số phiếu bầu trong 24 giờ trước khi cuộc bỏ phiếu toàn cầu kết thúc. Lee Hee-seung, thí sinh hạng 1 trong bài kiểm tra đầu tiên sẽ chọn bài hát và các thành viên cho đội. Họ có 6 ngày để chuẩn bị. Son Sung-deuk và DOOBU đánh giá màn trình diễn trong khi huấn luyện viên thanh nhạc Kim Sung-eun đánh giá giọng hát của I-Landers.
Jake, người được nhà sản xuất chọn, xếp hạng nhất, do đó, số phiếu mà anh ấy sẽ nhận được trong 24 giờ bình chọn qua bằng hai phiếu bầu.
Chú thích màu
     Thí sinh được gấp 2 lần số phiếu bầu trong 24 giờ
     Thí sinh bị loại
| Bài hát       | Thí sinh       | Số phiếu bầu | Thứ hạng |
| ------------- | -------------- | ------------ | -------- |
| Flicker       | K              | 1,182,441    | 6        |
| Flicker       | Lee Hee-seung  | 1,592,834    | 2        |
| Flicker       | Park Sung-hoon | 1,398,204    | 5        |
| Flicker       | Yang Jung-won  | 1,083,305    | 8        |
| Flicker       | Jake           | 1,151,132    | 7        |
| Dive Into You | Jay            | 1,535,928    | 3        |
| Dive Into You | Niki           | 892,664      | 9        |
| Dive Into You | Hanbin         | 1,415,420    | 4        |
| Dive Into You | Kim Sun-oo     | 1,705,287    | 1        |
| Dive Into You | Ta-ki          | 762,679      | 11       |
| Dive Into You | Daniel         | 828,473      | 10       |

- Trong tập 9, top 3 thí sinh có thứ hạng cao nhất trong Bài kiểm tra BTS sẽ được ra ngoài trong vòng một ngày.

## Kết quả
Chú thích màu
- Thí sinh chuyển lên "I-Land"
- Thí sinh chuyển xuống "Ground"

| Tập 1 (26 tháng 6 năm 2020) | Tập 1 (26 tháng 6 năm 2020) | Tập 2 (3 tháng 7 năm 2020) | Tập 2 (3 tháng 7 năm 2020) | Tập 3 (10 tháng 7 năm 2020) | Tập 3 (10 tháng 7 năm 2020) | Tập 4 (17 tháng 7 năm 2020) | Tập 4 (17 tháng 7 năm 2020) | Tập 5 (24 tháng 7 năm 2020) | Tập 5 (24 tháng 7 năm 2020) | Tập 6 (31 tháng 7 năm 2020) | Tập 6 (31 tháng 7 năm 2020) | Tập 7 (14 tháng 8 năm 2020) | Tập 7 (14 tháng 8 năm 2020) |
| I-Land                      | Ground                      | I-Land                     | Ground                     | I-Land                      | Ground                      | I-Land                      | Ground                      | I-Land                      | Ground                      | I-Land                      | Ground                      | Final 12                    | Loại                        |
| --------------------------- | --------------------------- | -------------------------- | -------------------------- | --------------------------- | --------------------------- | --------------------------- | --------------------------- | --------------------------- | --------------------------- | --------------------------- | --------------------------- | --------------------------- | --------------------------- |
| K                           | Hanbin                      | K                          | Hanbin                     | K                           | Hanbin                      | K                           | Hanbin                      | K                           | Hanbin                      | K                           | Hanbin                      | K                           | Jo Kyung-min                |
| Choi Se-on                  | Jung Jae-beom               | Choi Se-on                 | Jung Jae-beom              | Choi Se-on                  | Chu Ji-min                  | Choi Se-on                  | Chu Ji-min                  | Choi Se-on                  | Chu Ji-min                  | Lee Hee-seung               | Chu Ji-min                  | Lee Hee-seung               | Jung Jae-beom               |
| Lee Geon-u                  | Chu Ji-min                  | Lee Geon-u                 | Chu Ji-min                 | Lee Geon-u                  | Jo Kyung-min                | Lee Geon-u                  | Ni-ki                       | Lee Geon-u                  | Ni-ki                       | Park Sung-hoon              | Ni-ki                       | Park Sung-hoon              | Chu Ji-min                  |
| Lee Hee-seung               | Jo Kyung-min                | Lee Hee-seung              | Jo Kyung-min               | Lee Hee-seung               | Choi Jae-ho                 | Lee Hee-seung               | Choi Jae-ho                 | Lee Hee-seung               | Choi Jae-ho                 | Yang Jung-won               | Choi Jae-ho                 | Yang Jung-won               | Noh Sung-chul               |
| Lee Young-bin               | Choi Jae-ho                 | Lee Young-bin              | Choi Jae-ho                | Park Sung-hoon              | Noh Sung-chul               | Park Sung-hoon              | Noh Sung-chul               | Park Sung-hoon              | Noh Sung-chul               | Jake                        | Noh Sung-chul               | Jake                        | Choi Jae-ho                 |
| Jay                         | Kim Yoon-won                | Jay                        | Kim Yoon-won               | Yang Jung-won               | Lee Young-bin               | Jung Jae-beom               | Daniel                      | Jung Jae-beom               | Daniel                      | Jay                         | Daniel                      | Jay                         | Kim Tae-yong                |
| Nicholas                    | Kim Tae-yong                | Nicholas                   | Kim Tae-yong               | Kim Tae-yong                | Daniel                      | EJ                          | Nicholas                    | EJ                          | Nicholas                    |                             | Nicholas                    | Kim Sun-oo                  | EJ                          |
| EJ                          |                             | Daniel                     | Ta-ki                      | Jung Jae-beom               | Jake                        | Yang Jung-won               | Kim Yoon-won                | Yang Jung-Won               | Kim Yoon-won                |                             | Kim Tae-yong                | Daniel                      | Nicholas                    |
| Jake                        |                             | Jake                       | Kim Sun-oo                 | EJ                          | Jay                         | Jo Kyung-min                | Kim Tae-yong                | Jo Kyung-min                | Kim Tae-yong                |                             | Kim Sun-oo                  | Ni-ki                       | Lee Young-bin               |
| Park Sung-hoon              |                             | Park Sung-hoon             | Noh Sung-chul              | Kim Yoon-won                | Nicholas                    | Lee Young-bin               | Kim Sun-oo                  | Lee Young-bin               | Kim Sun-oo                  |                             | Ta-ki                       | Lee Geon-u                  | Choi Se-on                  |
| Kim Sun-oo                  |                             | Yang Jung-won              | EJ                         | Kim Sun-oo                  | Ni-ki                       | Jake                        | Ta-ki                       | Jake                        | Ta-ki                       |                             | Lee Young-bin               | Ta-ki                       |                             |
| Noh Sung-chul               |                             | Ni-ki                      |                            | Ta-ki                       |                             | Jay                         |                             | Jay                         |                             |                             | Jo Kyung-min                | Hanbin                      |                             |
| Yang Jung-won               |                             |                            |                            |                             |                             |                             |                             |                             |                             |                             | Jung Jae-beom               |                             |                             |
| Ta-ki                       |                             |                            |                            |                             |                             |                             |                             |                             |                             |                             | EJ                          |                             |                             |
| Ni-ki                       |                             |                            |                            |                             |                             |                             |                             |                             |                             |                             | Choi Se-on                  |                             |                             |
| Daniel                      |                             |                            |                            |                             |                             |                             |                             |                             |                             |                             | Lee Geon-u                  |                             |                             |

## Album
- 19 tháng 6 năm 2020 - Into the I-Land 〈I-Land Part 1 Signal Song〉 (IU)
- 26 tháng 6 năm 2020 - Into the I-Land 〈I-Land Part 1 Signal Song (applicants ver.)〉 (I-Land)
- 1 tháng 8 năm 2020 - I&credible 〈I-Land Part 1 Final Song〉 (I-Land)

## Tỷ suất
Trong các tỷ suất bên dưới, tỷ suất cao nhất của chương trình sẽ có màu đỏ và tỷ suất thấp nhất của chương trình sẽ có màu xanh. Một số tỷ suất đã được làm tròn đến 1 chữ số thập phân, vì chúng thường có thứ hạng thấp hơn về tỷ suất trong ngày. Bất chấp tỷ suất truyền hình trong nước thấp, chương trình phát sóng quốc tế trên các nền tảng video trực tuyến và tích lũy 13,6 triệu lượt xem mỗi tập.
| Tập      | Ngày phát sóng           | Tỷ suất AGB | Tỷ suất AGB | Tỷ suất AGB |
| Tập      | Ngày phát sóng           | Mnet        | tvN         | Tổng        |
| -------- | ------------------------ | ----------- | ----------- | ----------- |
| 1        | Ngày 26 tháng 6 năm 2020 | 0.4%        | 1.3%        | 1.7%        |
| 2        | Ngày 3 tháng 7 năm 2020  | 0.3%        | 0,6%        | 0,9%        |
| 3        | Ngày 10 tháng 7 năm 2020 | 0.3%        | 0,7%        | 1,0%        |
| 4        | Ngày 17 tháng 7 năm 2020 | 0.3%        | 0,4%        | 0.7%        |
| 5        | Ngày 24 tháng 7 năm 2020 | 0.4%        | 0,4%        | 0,8%        |
| 6        | Ngày 31 tháng 7 năm 2020 | 0.4%        | 0.3%        | 0.7%        |
| Đặc biệt | Ngày 7 tháng 8 năm 2020  | NR          | —           | —           |
| 7        | 14 tháng 8 năm 2020      | 0.6%        | 0.4%        | 1.0%        |
| 8        | Ngày 21 tháng 8 năm 2020 |             |             |             |
| 9        | 28 tháng 8 năm 2020      |             |             |             |
| 10       | 4 tháng 9 năm 2020       |             |             |             |
| 11       | Ngày 11 tháng 9 năm 2020 |             |             |             |
| 12       | Ngày 18 tháng 9 năm 2020 |             |             |             |

- Chương trình này được phát sóng trên kênh truyền hình cáp/truyền hình trả tiền thường có lượng khán giả nhỏ hơn so với các đài truyền hình công cộng/truyền hình miễn phí.
- Xếp hạng NR có nghĩa là "không được báo cáo".

## Tranh cãi
- Tháng 6 năm 2020: Trong lúc quay, một nhân viên đã ngã trên sân khấu và một trong những thí sinh bị gãy xương tay.[7]